# Thomas Sayers Ellis
Thomas Sayers Ellis (5. října 1963 – 17. července 2025) byl americký básník, fotograf, hudebník, kapelník a učitel. Dříve působil jako docent na Case Western Reserve University v Clevelandu, Bennington College ve Vermontu a také na Sarah Lawrence College do roku 2012.

## Raný život
Ellis se narodil 5. října 1963 ve Washingtonu, D.C. a navštěvoval střední školu Dunbar High School. Studoval na Alabamské státní univerzitě a poté se přestěhoval do Massachusetts.  V roce 1988 spoluzaložil v Cambridge v Massachusetts organizaci Dark Room Collective, která oslavovala a zviditelňovala začínající i etablované spisovatele jiné než bílé pleti. Byl lídrem a zakládajícím členem skupiny Heroes are Gang Leaders. Ellis získal titul MFA na Brownově univerzitě v roce 1995.

## Kariéra
Ellis byl v básnické komunitě známý jako literární aktivista a inovátor, jehož básně „odolávají omezením a důsledně přijímají celistvost“. Jeho básně se objevily v časopisech jako AGNI Callaloo, Grand Street, Harvard Review, Tin House, Columbia: A Journal of Literature and Art a byly zařazeny do antologie The Best American Poetry (1997, 2001 a 2010) a do Take Three: AGNI New Poets Series (Graywolf Press, 1996), antologické série představující díla tří začínajících básníků v každém svazku. Získal stipendia a granty od Fine Arts Work Center, Ohio Arts Council, Bread Loaf Writers' Conference, Yaddo a MacDowell Colony.
Ellis byl přispívajícím redaktorem časopisu Callaloo. Sestavil a editoval publikaci Quotes Community: Notes for Black Poets (vydavatelství University of Michigan Press, série Poets on Poetry).
Jeho první celovečerní sbírka s názvem The Maverick Room (Místnost nekonformistů) byla vydána nakladatelstvím Graywolf Press a získala cenu Johna C. Zacharise za první knihu od Ploughshares.
Kniha se zabývá sociálními, geografickými a historickými čtvrtěmi Washingtonu, D.C., a vnáší do jednotlivých kvadrantů města různé hlasové tóny.
Byl také autorem knížky The Genuine Negro Hero (Kent State University Press, 2001) a básnické skladby Song On (Winered Press 2005).
Ellis učil na Iowské spisovatelské dílně do roku 2016, kdy odešel poté, co byl obviněn ze sexuálního obtěžování. 

## Fotografie
Kromě své literární tvorby byl Thomas Sayers Ellis také uznávaným fotografem. Jeho snímky dokumentují afroamerickou kulturu, zejména hudební scénu go-go ve Washingtonu, D.C., a často se zaměřují na každodenní život a identitu černošské komunity. Ellisova fotografická práce byla prezentována na několika výstavách, včetně "Unlock it: The Percussive People in the GoGo Pocket" a "DC As I See It" v Leica Gallery ve Washingtonu, D.C. 
V roce 2023 byl jmenován prvním fotografickým laureátem města Saint Petersburg na Floridě během Měsíce fotografie v Saint Petersburgu. Jeho výstava "Paradise | Paradise layered" byla představena ve Florida Museum of Photographic Arts od 18. června do 4. srpna 2024. 
Ellis také publikoval fotografické knihy, jako je "Crank Shaped Notes" (2021), která zachycuje vnitřní svět hudby go-go, a "Mexico" (2021), sbírku fotografií z jeho cest. 
Jeho fotografie jsou také součástí sbírek, jako je Thomas Sayers Ellis Go-Go Collection v DC Public Library, která dokumentuje různé umělce a interprety go-go hudby od 80. let 20. století do 2000. let. 

## Osobní život a smrt
Ellis měl syna.
Ellis zemřel 17. července 2025 ve svém domě v St. Petersburgu na Floridě po nezveřejněných respiračních onemocněních ve věku 61 let.

## Ocenění
- 2005: Whitingova cena[17]
- 2006: Cena Johna C. Zacharise za první knihu
- 2015: Guggenheimovo stipendium za poezii

## Díla
- The corny toys. Arrowsmith Press. 2018. ISBN 978-1-64255-027-6.
- Skin Inc.: Identity Repair Poems. [s.l.]: Graywolf Press, 2010. Dostupné online. ISBN 978-1-55597-567-8.
- The maverick room: poems. [s.l.]: Graywolf Press, 2005. Dostupné online. ISBN 978-1-55597-414-5.
- The genuine Negro hero. [s.l.]: Kent State University Press, 2001. Dostupné online. ISBN 978-0-87338-704-0.
- Thomas Sayers Ellis; LARISSA SZPORLUK; JOE OSTERHAUS. Take three. Redakce Askold Melnyczuk. [s.l.]: Graywolf Press, 1996. Dostupné online. ISBN 978-1-55597-239-4.

### Antologie
- Black Nature: Four Centuries of African American Nature Poetry. Redakce Camille T. Dungy. [s.l.]: University of Georgia Press, 2009. ISBN 978-0-8203-3431-8. Kapitola The Market.
- The ringing ear: Black poets lean south. Redakce Nikky Finney. [s.l.]: University of Georgia Press, 2007. ISBN 978-0-8203-2925-3. Kapitola Afronauts.
- Under the rock umbrella: contemporary American poets, 1951-1977. Redakce William J. Walsh. [s.l.]: Mercer University Press, 2006. ISBN 978-0-88146-047-6. Kapitola Zapruder; View of the Library of Congress; Ways to be Black in a Poem.
- Making Callaloo: 25 years of Black literature. Redakce Charles H. Rowell. [s.l.]: Macmillan, 2002. ISBN 978-0-312-28898-3. Kapitola Fatal April.
- The new American poets. Redakce Michael Collier. [s.l.]: UPNE, 2000. ISBN 978-0-87451-964-8. Kapitola Practice: For Derek Walcott.
- Learning by heart: contemporary American poetry about school. Redakce Maggie Anderson. [s.l.]: University of Iowa Press, 1999. ISBN 978-0-87745-663-6. Kapitola Stayed Back.
- The Best American Poetry 1997. Redakce James Tate. [s.l.]: Simon and Schuster, 1997. ISBN 978-0-684-81452-0. Kapitola Atomic Bride.